# English Theatre Berlin
English Theatre Berlin
ist ein rein englischsprachiges Theater mit zwei Bühnen in Berlin-Kreuzberg.

## Geschichte
Gegründet 1990 von Bernd Hoffmeister und Martin Kamratowski unter dem Namen Freunde der Italienischen Oper – nach dem Decknamen der Mafia in Billy Wilders Film Manche mögen’s heiß – eröffnete die damals noch deutschsprachige Bühne am 17. Juni 1990 mit einer Produktion von Eduardo de Filippos Kunst der Komödie. Erste englischsprachige Produktion am Haus war ein Gastspiel der Berliner Gruppe Out To Lunch mit Joy Cutlers Stück Noodle Highway im Winter 1990, erstes internationales Gastspiel ein Beckett-Programm des irischen Schauspielers Chris O’Neill.
Seit 1991 wurde das Haus mehr und mehr von der englischsprachigen Theaterszene entdeckt, Gastspiele von Performern und Gruppen wie Gayle Tufts, Lindy Annis, Jon Flynn, Berlin Playactors, Out To Lunch oder dem Berliner Grundtheater wurden zur Regel, so dass das Haus 1993 zum rein englischsprachigen Theater und der Name in Friends of Italian Opera – The English Theatre abgeändert wurde.
2006 wechselte das Haus den Namen und heißt seither English Theatre Berlin.
Seit 2008 bespielt das English Theatre Berlin zusammen mit dem mit Menschen mit Behinderungen arbeitenden Theater Thikwa das F40, ein Theater mit einer 140-Plätze-Bühne sowie einer 60-Plätze-Studiobühne.
Künstlerischer Leiter ist seit 1993 Günther Grosser, geschäftsführender Leiter Bernd Hoffmeister. Seit 2012 gehört der amerikanische Theatermacher Daniel Brunet als Producing Artistic Director zum Leitungsteam.

## Programm
Das English Theatre Berlin präsentiert regelmäßig internationale Gastspiele und produziert vorwiegend zeitgenössische Stücke und Performances sowie neue Arbeiten junger Autoren. Von Anfang an fungierte das Haus als künstlerisches Zentrum der englischsprachigen Berliner Theaterszene und arbeitet in dieser Funktion eng mit sehr vielen Theatermachern zusammen. Seit 2013 fungiert das English Theatre Berlin als International Performing Arts Center mit der Arbeitssprache Englisch. Große Erfolge des Hauses waren unter anderem Travels With My Aunt von Graham Greene (2001, Regie: Benjamin Twist), Orpheus Descending von Tennessee Williams (2008/09, Regie: Günther Grosser) und Echter Berliner !!!! Ihr Nicht Fuck You von Daniel Brunet (2013).
Das English Theatre Berlin bietet ein breites theaterpädagogisches und Workshop-Programm für Schüler und hat seit 2002 mit verschiedenen Berliner Schulen – auch im Rahmen des senatsinitiierten TUSCH (Theater und Schulen-)Programms – Partnerprojekte aus den unterschiedlichsten Themenbereichen durchgeführt.
Seit 2010 setzt das English Theatre Berlin in Kooperation mit Prof. Regine Hengge, Mikrobiologin an der Humboldt-Universität einen programmatischen Schwerpunkt auf das Thema 'Naturwissenschaft & Theater'. Das Projekt wurde von der Berlin-Brandenburgischen Akademie der Wissenschaften, der Schering Stiftung und der Heinz und Heide Dürr Stiftung gefördert.